# El celoso extremeño
El celoso extremeño, és una de les dotze novel·les curtes publicades per Miguel de Cervantes el 1613 al recull Novelas ejemplares.
Conta la història d'un marit gelós que tanca dins la casa la seva esposa Leonora i només la deixa sortir de matinada per anar a missa. Malgrat totes les prevencions del marit, Leonora aconsegueix fer entrar el seu amant a casa seva. El marit excessivament gelós és incapaç de mantenir tancada la seva jove esposa.
Per a molts cervantistes, la novel·la és clarament d'inspiració italiana, tant des del punt de vista genèric com temàtic, ja que recorda, sobretot, les obres de Boccaccio, Bandello i Straparola. La novel·la té dues versions completament diferents. La del Manuscrito de Porras de la Cámara és més directa i menys ambigua, però la de Cervantes és molt més polida i admet diverses interpretacions.